# Benedikt Biscop
Benedikt Biscop (eng. Benedict Biscop; Northumbria, oko 628. – 12. siječnja 690.), anglosaski opat i utemeljitelj monkwearmouthsko-jarrowskog priorata, u kojem je također utemeljio slavnu knjižnicu.

## Životopis
Rodom je bio iz plemenitaške obitelji iz Kraljevstva Northumbrije. Neko je vrijeme bio thegnom kralja Oswiua. Kad je imao 25 godina, Benedikt je pošao na prvi od svojih pet putovanja u Rim. Bio je društvom prijatelju svetom Vilfridu Jorškom. No, Vilfrida su dok su putovali prema Rimu zadržali u Lyonu. Stoga je doputovao u Rim sam te vrativši se u Englesku, "bio je pun žara i zanosa... za dobro engleske Crkve." Pomogao je romanizaciju Katoličke Crkve u Engleskoj.
Umro je 12. siječnja 690. godine i proglašen svetim. Zaštitnikom je engleskih benediktinaca, glazbenika, slikara i grada Sunderlanda od 24. ožujka 2004. godine.